# 出口せい

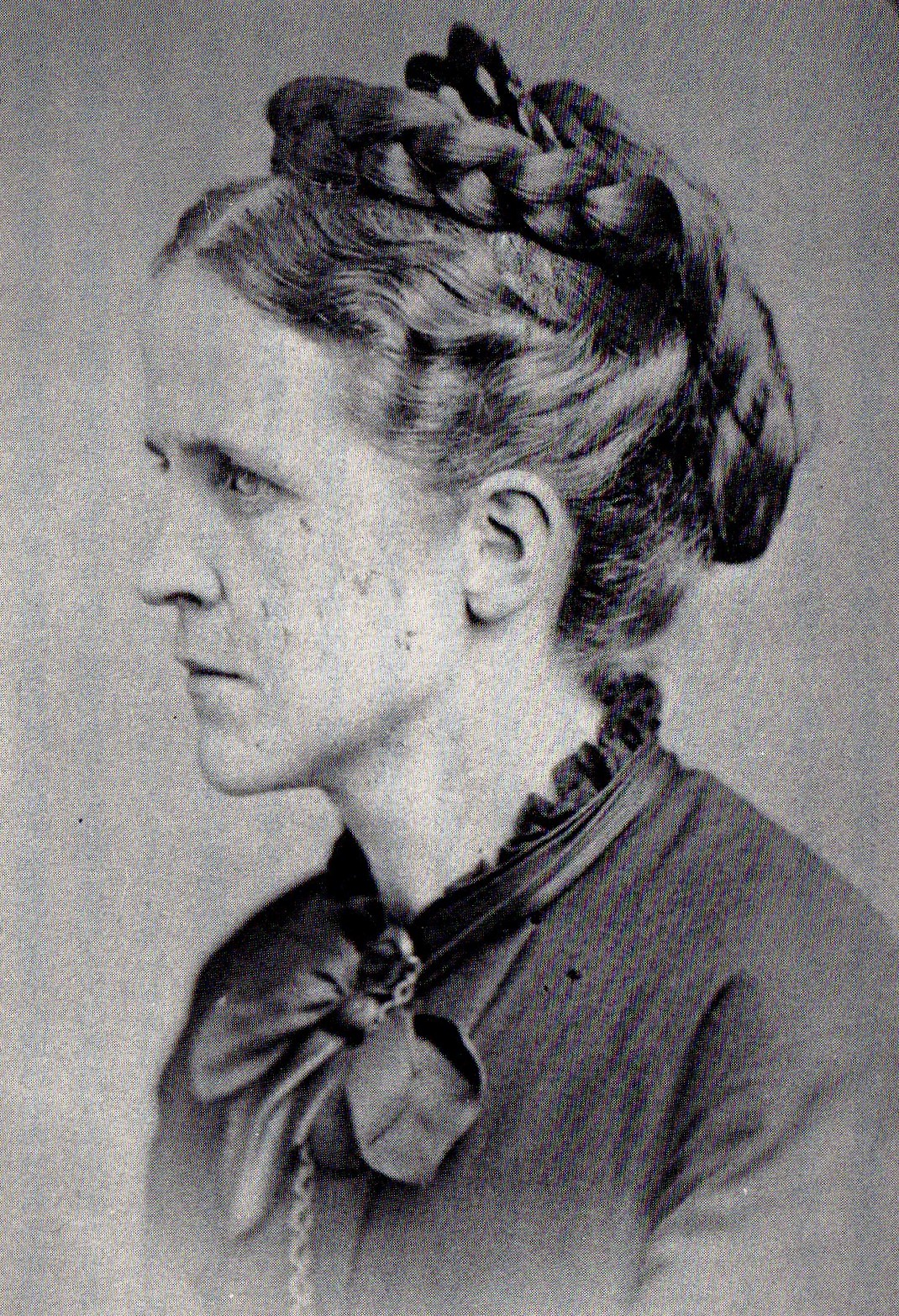
出口が協力したメアリー・トゥルー宣教師

出口 せい（でぐち せい、1843年 - 1911年）は、明治時代の日本の婦人伝道者である。出口清子とも書く。
一橋家の家臣本多家の娘として生まれる。弟は彰義隊幹事の本多晋である。出口家に嫁いだが夫と死別する。1872年（明治5年）にアメリカ合衆国長老教会のカラゾルス夫妻の元で求道生活を始め、6番館に寄宿しA六番女学校でカラゾルス夫人を助けた。
1874年（明治7年）10月18日にカラゾルスから洗礼を受ける。千村五郎、戸田欽堂、原胤昭、田村直臣と共に東京第一長老教会を創立する。女性たちの指導者として多くの人を育てた。カラゾルスが宣教師を辞任すると、日本独立長老教会を銀座に設立する。
その後M・T・トゥルー夫人の協力者になり、1879年に北陸に同伴し、2年間金沢伝道に貢献する。四谷鮫ヶ橋のスラムで孤児の養育に携わった。
1911年（明治44年）に死去し青山霊園に眠る。